# 아노 1800
《아노 1800》(Anno 1800)은 블루 바이트가 개발하고 유비소프트가 배급한 도시 건설 실시간 전략 비디오 게임으로, 2019년 4월 16일 북아메리카에서 런칭하였다. 아노 시리즈 가운데 7번째 게임으로, 지난 2개의 타이틀 아노 2070과 아노 2025의 역사적 배경을 이용하여 다시 돌아왔으며 19세기 산업혁명을 배경으로 한다. 이전 게임을 따라서 이 게임은 시리즈의 전통적은 도시 건설 및 해상 전투 구조로 복귀하였으며 관광, 청사진, 그리고 섬 거주인들에 대한 산업화의 영향의 결과 등 새로운 면의 게임플레이를 도입하고 있다.

## 개요
아노 1800의 배경은 산업시대의 동이 트르 무렵인 19세기이다. 다른 아노 시리즈 게임들처럼 아노 1800은 도시 건설 및 전략 게임이다. 삼각 무역을 배경으로 하고 빅토리아 시대를 주무대로 하며 경제 엔진은 공장 노동이다. 아노 1800의 배경은 구세계이며 여기서 시민, 노동자, 장인들의 요구는 생산과 공급사슬의 관리에 핵심적이다. 이와 병렬로 신세계 도시가 존재하며 이 도시에서는 구세계의 노동자들이 구매하기 원하는 제품을 생산하므로 무역로의 설립이 필요하다. 식민지를 배경으로 한 18세기 전작 게임 아노 1701과 달리 이 게임은 청사진 기능을 갖추고 있어서 플레이어가 도시를 계획하는데 도움을 줄 수 있다.

## 배급
아노 1800은 에픽게임즈 스토어와 유플레이에서 이용이 가능하다. 처음에는 스팀을 통해 선구매가 가능하였으나 공식 런칭 때 스팀에서 제외되었다.

## 반응
리뷰 애그리게이터 메타크리틱에 따르면 이 게임은 전반적으로 긍정적인 평가를 받았다.
이 타이틀은 가장 빠르게 판매된 아노 시리즈 게임이 되었는데, 이는 출시 첫 주간 달성 기준으로 아노 2205보다 4배나 더 많은 판매량이다.

### 수상
| 연도 | 수상                           | 분류                                 | 결과 | 각주   |
| ---- | ------------------------------ | ------------------------------------ | ---- | ------ |
| 2018 | 게임스컴                       | Best Simulation Game                 | 후보 | [ 8 ]  |
| 2018 | 게임스컴                       | Best Strategy Game                   | 후보 | [ 8 ]  |
| 2018 | 게임스컴                       | Best PC Game                         | 수상 | [ 8 ]  |
| 2019 | en:2019 Golden Joystick Awards | PC Game of the Year                  | 후보 | [ 9 ]  |
| 2019 | en:The Game Awards 2019        | Best Strategy Game                   | 후보 | [ 10 ] |
| 2020 | 23rd Annual D.I.C.E. Awards    | Strategy/Simulation Game of the Year | 후보 | [ 11 ] |